# NGC 313
NGC 313 — тройная звезда в созвездии Рыбы. Открыта 29 ноября 1850 года Биндоном Стоуни.
Этот объект входит в число перечисленных в оригинальной редакции «Нового общего каталога». В каталоге туманностей и галактик объект оказался случайно: при наблюдении в телескоп с недостаточным разрешением тройные звезды выглядят как туманности, а иногда как двойные. Имя открывателя в каталоге так же ошибочно, на самом деле звезду открыл один из ассистентов Уильяма Парсонса.